# 2,4-吡啶二甲酸二乙酯
2,4-吡啶二甲酸二乙酯是一种有机化合物，化学式C11H13NO4，在头发护理中有潜在用途。
可由吡啶-2,4-二甲酸和乙醇在硫酸存在下高温合成。